# Vini australis
Il lorichetto capoblu (Vini australis (Gmelin, 1788)) è un uccello della famiglia degli Psittaculidi.

## Distribuzione
Vive in alcune isole della Polinesia centrale, lungo le foreste costiere, a Samoa, Tonga, nell'arcipelago delle Figi e in quello di Lau. Nel 1952 Yaldwyn lo descrive come comune sulle palme da cocco di Samoa; oggi invece, pur non essendo ancora iscritto nelle liste delle specie minacciate, è diventato molto raro. In cattività pochi allevatori sono riusciti a riprodurlo.

## Descrizione
Uccelletto di taglia attorno ai 19 cm, dal colore generale verde, più chiaro e luminoso sul dorso e sul groppone, ha ampia colorazione rossa sulla gola, uno scudo rosso e viola sul ventre, calze viola, ed è caratterizzato da una corona azzurro-blu con effetto fluorescente, da cui il nome comune. Gli immaturi hanno le penne della corona più corte, meno rosso sulla gola, il becco marroncino e l'iride scura.

## Biologia
Vive in gruppi che si spostano con volo veloce e diretto, da un'isola all'altra alla ricerca di piante fiorite. La sua presenza è legata alla fioritura delle palme da cocco, degli alberi di Erythrina e di Hibiscus. Secondo le osservazioni di Mayer, nidifica nelle cavità degli alberi e nel periodo riproduttivo integra la dieta tipo, a base di fiori e frutta, con molti insetti e larve.